# Burgstall Schäfferloch
Der Burgstall Schäfferloch ist eine abgegangene Spornburg auf dem 390 m ü. NN hohen Sporn über der Flussbiegung über dem Kochertal östlich des Weilers Schönenberg der Gemeinde Untermünkheim im Landkreis Schwäbisch Hall in Baden-Württemberg.
Von der ehemaligen Burganlage zeugen seit 1600 nur noch der Burghügel und Gräben.